# Совет Федерации
Сове́т Федера́ции Федера́льного собра́ния Росси́йской Федера́ции (сокращённо Сове́т Федера́ции, Совфе́д, СФ, неофициально — также Сена́т) — одна из двух палат Федерального собрания Российской Федерации — парламента Российской Федерации.
В Совет Федерации, в соответствии с частью 2 статьи 95 Конституции Российской Федерации, входят по два представителя от каждого субъекта Российской Федерации (по одному от законодательного (представительного) и исполнительного органов государственной власти), а также «не более 30 представителей Российской Федерации, назначаемых Президентом Российской Федерации, из которых не более семи могут быть назначены пожизненно» (представители Российской Федерации были введены законом РФ о поправке к Конституции РФ от 21.07.2014 № 11-ФКЗ «О Совете Федерации Федерального Собрания Российской Федерации»).
С 1993 года количество сенаторов Российской Федерации менялось несколько раз из-за объединения существующих и образования новых субъектов Федерации. На 2022 год общее число его членов — 178, представляющие регионы России (по два представителя от каждого из 89 субъектов). После внесения поправок в Конституцию РФ в 2020 году сенаторы — до 30 человек — могут быть назначены Президентом России от имени Российской Федерации . Также Президент РФ, прекративший свои полномочия по истечении срока или досрочно в случае отставки вправе стать пожизненным сенатором.
Пожизненным сенатором называют лицо, которое внесло огромный вклад в развитие законотворчества и поддержание конституционного строя в особом порядке по представлению Президента РФ и с одобрения Совета Федерации.
Понятие «сенатор Российской Федерации» было введено в Конституцию Российской Федерации поправками, принятыми на голосовании 1 июля 2020 года. Де-факто это понятие использовалось и ранее (преимущественно в СМИ) и означало «член Совета Федерации». После внесения поправок понятие «член Совета Федерации» почти полностью исключено из Конституции Российской Федерации (оставлено лишь в статьях 134 и 135, находящихся в неизменяемой главе 9).
Совет Федерации представляет собой «палату регионов», в которой представители регионов представляют их интересы на федеральном уровне, что отражает федеративный принцип российского государства. Являясь институтом интеграции и консолидации регионов, Совет Федерации призван обеспечивать баланс общефедеральных и региональных интересов при принятии решений, направленных на реализацию стратегических целей развития страны.
Совет Федерации формируется и структурируется по непартийному принципу. Сенаторы не создают фракций и партийных объединений.
Совет Федерации является постоянно действующим органом. В отличие от Государственной думы, Совет Федерации не может быть распущен Президентом РФ. Его заседания проводятся по мере необходимости, но не реже двух раз в месяц. Заседания Совета Федерации являются основной формой работы палаты. Они проходят раздельно от заседаний Государственной думы. Палаты могут собираться совместно для заслушивания посланий Президента Российской Федерации. Сенаторы осуществляют свои полномочия на постоянной основе.
Сенаторы обладают неприкосновенностью в течение всего срока их полномочий. Они не могут быть задержаны, арестованы, подвергнуты обыску, кроме случаев задержания на месте преступления, а также подвергнуты личному досмотру, за исключением случаев, когда это предусмотрено федеральным законом для обеспечения безопасности других людей.
Совет Федерации проводит свои заседания в главном здании на ул. Большой Дмитровке в Москве, как правило, в период с 25 января по 15 июля и с 16 сентября по 31 декабря. Заседания являются открытыми. По решению Совета Федерации место проведения заседаний может быть изменено, а также может быть проведено закрытое заседание.

## Полномочия

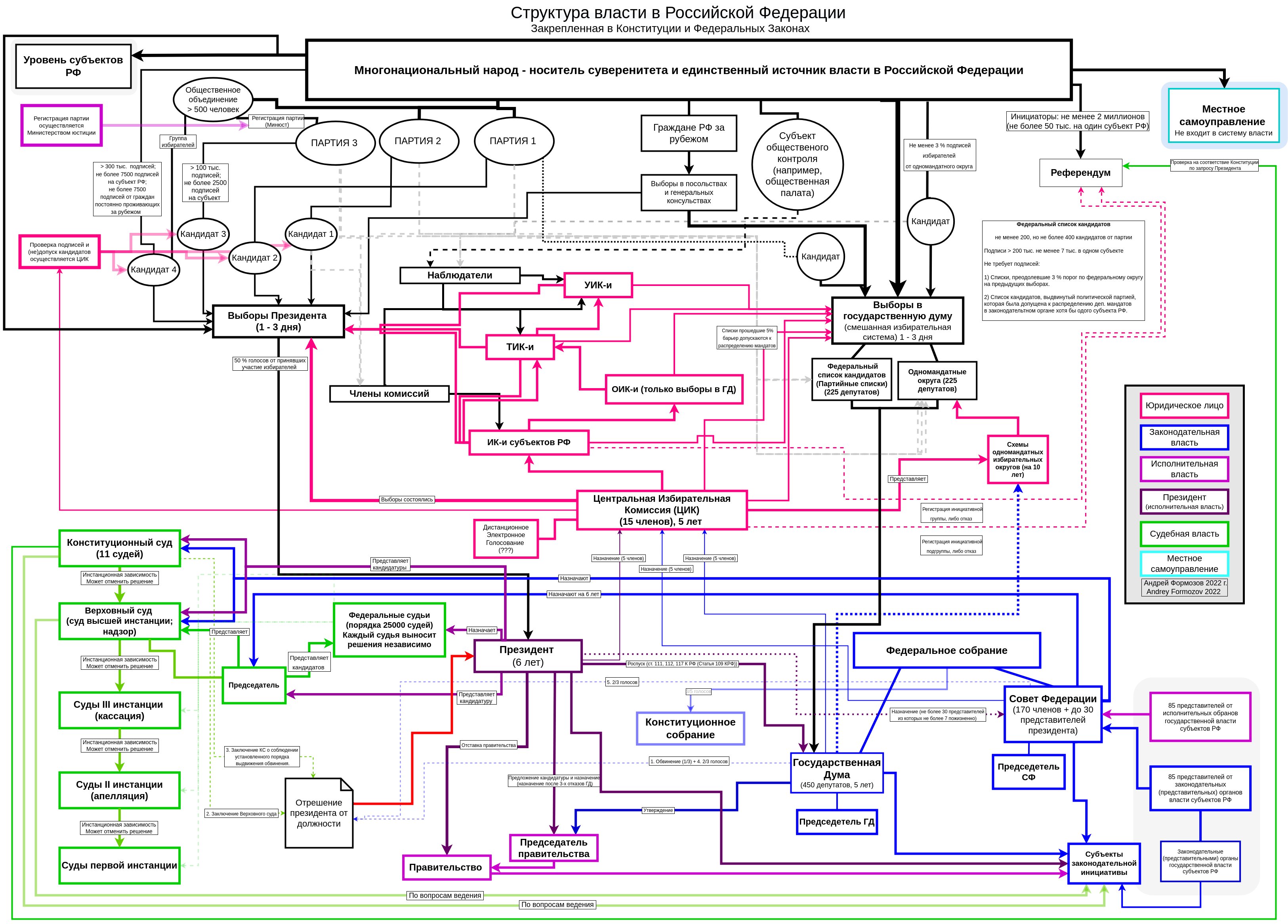
Совет Федерации в системе органов власти Российской Федерации (законодательная власть обозначена синим на диаграмме).

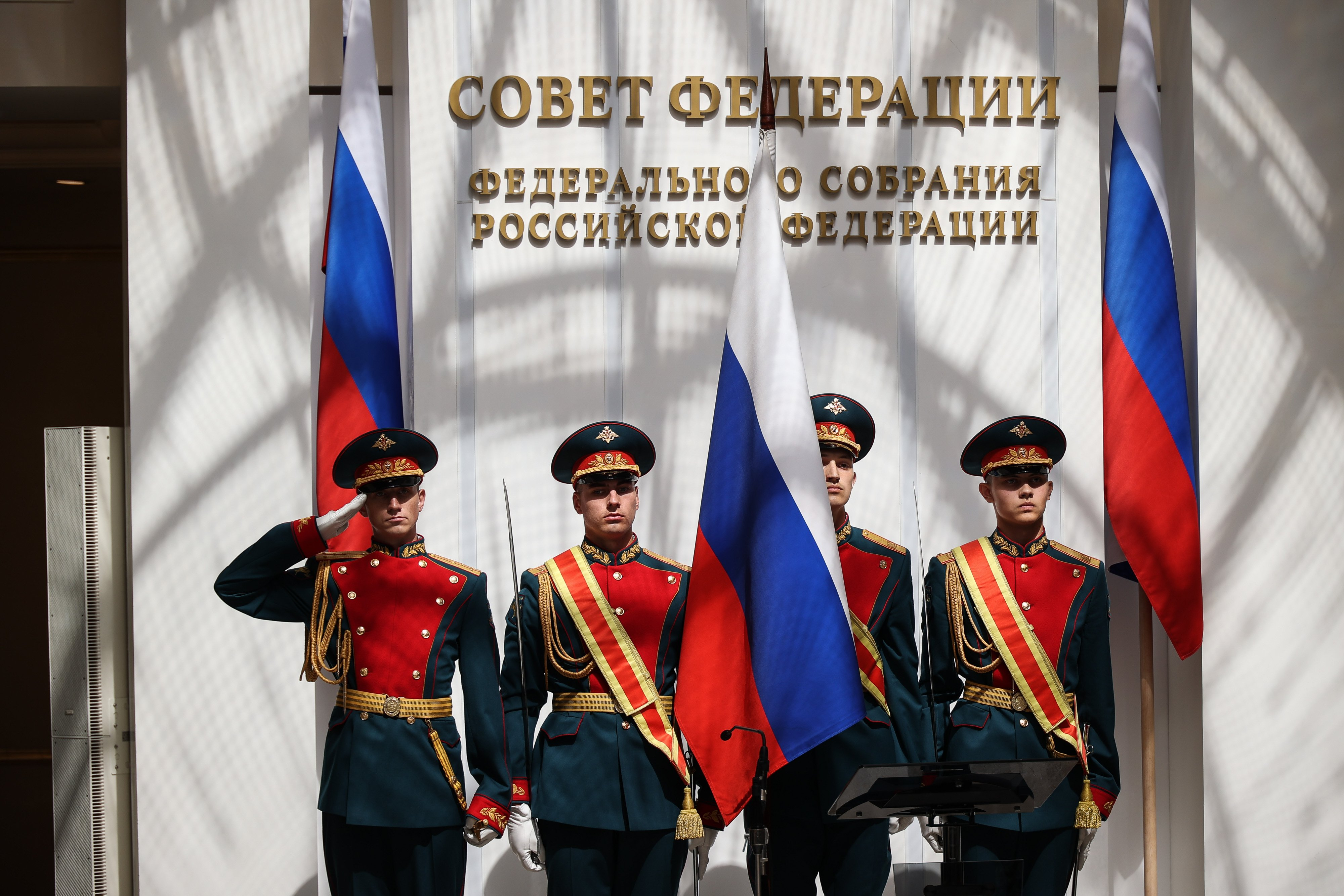
Караул военнослужащих на торжественной церемонии Совета Федерации

Согласно статье 102 Конституции Российской Федерации, к ведению Совета Федерации относятся (пункт 1):
- утверждение изменения границ между субъектами Российской Федерации;
- утверждение указа Президента России о введении военного положения;
- утверждение указа Президента России о введении чрезвычайного положения;
- решение вопроса о возможности использования Вооружённых Сил РФ за пределами территории России;
- назначение выборов Президента России;
- отрешение Президента России от должности; лишение неприкосновенности Президента России, прекратившего исполнение своих полномочий;
- назначение на должность по представлению Президента России Председателя, Заместителя Председателя и судей Конституционного Суда России, Председателя, Заместителей Председателя и судей Верховного Суда России;
- проведение консультаций по предложенным Президентом России кандидатурам на должность Генерального прокурора России, его Заместителей, прокуроров субъектов Российской Федерации, прокуроров военных и других специализированных прокуратур, приравненных к прокурорам субъектов России;
- назначение на должность и освобождение от должности Председателя Счётной палаты и половины от общего числа аудиторов Счётной палаты по представлению Президента России;
- проведение консультаций по предложенным Президентом России кандидатурам на должность руководителей федеральных органов исполнительной власти (включая федеральных министров), ведающих вопросами обороны, безопасности государства, внутренних дел, юстиции, иностранных дел, предотвращения чрезвычайных ситуаций и ликвидации последствий стихийных бедствий, общественной безопасности;
- прекращение по представлению Президента России в соответствии с федеральным конституционным законом полномочий Председателя, Заместителя Председателя и судей Конституционного Суда России, Председателя, Заместителей Председателя и судей Верховного Суда России, Председателей, Заместителей Председателей и судей кассационных и апелляционных судов в случае совершения ими поступка, порочащего честь и достоинство судьи, а также в иных предусмотренных федеральным конституционным законом случаях, свидетельствующих о невозможности осуществления судьёй своих полномочий;
- заслушивание ежегодных докладов Генерального прокурора России о состоянии законности и правопорядка в России.

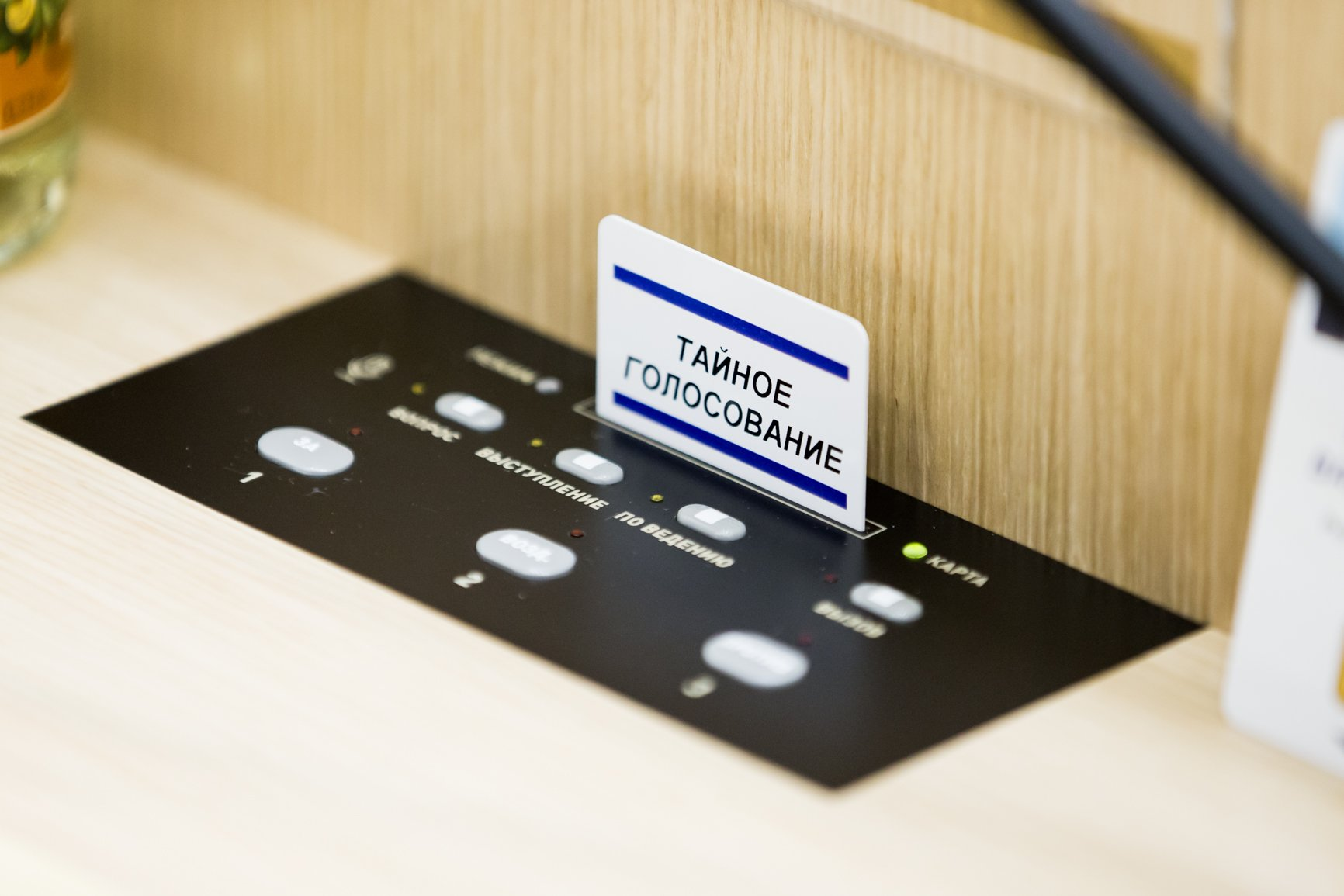
Пульт голосования с карточкой для тайного голосования

Совет Федерации принимает постановления по вопросам, отнесённым Конституцией России к его ведению. По вопросам назначения кандидатур на указанные судейские должности либо отрешения с судейской должности проводится тайное голосование. В случае утверждения при голосовании председатель Совета Федерации приводит к присяге судью (судей) Конституционного суда и Верховного суда Российской Федерации. Председатель Совета Федерации оглашает результаты голосования и просит сенаторов встать. Судья произносит клятву на Конституции Российской Федерации, после чего звучит гимн России. 
Также тайным голосованием избирается Генеральный прокурор Российской Федерации и аудиторы Счётной палаты.

Постановления Совета Федерации принимаются большинством голосов от общего числа сенаторов Российской Федерации, если иной порядок принятия решений не предусмотрен Конституцией Российской Федерации.
Пояснение по формулировке пунктов 1, 2, 3: Совет Федерации по этим вопросам может и не утвердить решений других инстанций (по пунктам 2 и 3 — Президента РФ).
По вопросам, отнесённым к его ведению Конституцией Российской Федерации, Совет Федерации принимает постановления большинством голосов от общего числа сенаторов, если иной порядок принятия решений не предусмотрен Конституцией Российской Федерации.
В системе законодательной власти Совету Федерации отводится фильтрующая роль. Совфед рассматривает федеральные  законы  только после их принятия в Государственной думе в окончательном (третьем) чтении.  Иными словами, любые законопроекты сначала вносятся в Государственную думу, принимаются ею, и только затем поступают на одобрение (либо отклонение) в Совет Федерации.
Как весь Совет Федерации в целом, так и сенаторы обладают правом законодательной инициативы, однако законы о поправках в конституцию могут быть внесены либо Советом Федерации как коллегиальным органом, либо группой сенаторов, численностью не менее одной пятой от конституционного состава палаты.
При рассмотрении федеральных законов, принятых Госдумой, Совет Федерации не имеет права внесения поправок, а может либо одобрить, либо отклонить закон в целом. Федеральный закон считается одобренным Советом Федерации, если за него проголосовало более половины от общего числа членов этой палаты либо если в течение четырнадцати дней он не был рассмотрен Советом Федерации . В случае отклонения федерального закона Советом Федерации (право вето) палаты могут создать согласительную комиссию для преодоления возникших разногласий, после чего федеральный закон подлежит повторному рассмотрению Государственной думой. В случае несогласия Государственной думы с решением Совета Федерации вето Совета Федерации считается преодолённым, если при повторном рассмотрении за него отдали голоса не менее двух третей от общего числа депутатов Государственной думы. Для принятия федеральных конституционных законов необходимо одобрение трёх четвертей голосов Совета Федерации. В случае отклонения Советом Федерации федерального конституционного закона вето не может быть преодолено Государственной думой.
Сенатор Российской Федерации лично осуществляет своё право на голосование.

## Посещение заседаний
Сенатор обязан присутствовать на заседаниях Совета Федерации.
Сенатор до начала заседания Совета Федерации, комитета Совета Федерации, членом которого он является, письменно информирует соответственно Председателя Совета Федерации, Председателя комитета Совета Федерации о невозможности присутствовать по уважительной причине (направление в командировку, болезнь, регистрация брака, рождение ребёнка, смерть члена семьи или близкого родственника, чрезвычайные ситуации на местах) на заседании палаты, комитета.
Отсутствие парламентария по иным причинам допускается на основании его письменного обращения с согласия соответственно Председателя Совета Федерации, Председателя комитета Совета Федерации.

## Предыстория
Совет Федерации СССР — консультативный орган при президенте СССР (1990—1991), возглавлявшийся президентом СССР и включавший в себя высших должностных лиц (президентов, по мере их избрания, а до этого — председателей Верховных Советов) 15 союзных республик. Учреждён поправками к Конституции СССР от 14 марта 1990 о создании поста президента СССР (ст. 127.4 Главы 15.1 — «Президент СССР»). При следующем изменении Конституции поправками от 26 декабря 1990 статус СФ был определён отдельной Главой 15.2; в состав Совета Федерации был введён с решающим голосом вице-президент СССР; установлено, что решения СФ принимаются двумя третями голосов.
С 30 января 1991 года (с момента утверждения постановлением Президиума Верховного Совета РСФСР Положения о Совете Федерации) включал председателей Советов всех 88 (затем — 89) субъектов Федерации. В июле 1991 года пост Председателя Совета Федерации унаследовал Р. И. Хасбулатов как и. о. председателя, а затем — Председатель Верховного Совета.
Совет Федерации РСФСР под председательством Б. Н. Ельцина собирался на заседания трижды — 22 ноября 1990 года, 23 января и 20 марта 1991 года.
18 сентября 1993 года президент Ельцин созвал встречу руководителей исполнительной и представительной власти регионов, заранее объявленную учредительным собранием нового Совета Федерации и прообразом верхней палаты нового парламента, альтернативного действующему Верховному Совету РФ. Участники встречи отказались подписать документ о создании Совета Федерации, пока его полномочия не будут определены законодательно действующим парламентом.

## Первый период формирования (январь 1994 — январь 1996)
В переходных положениях Конституции России 1993 года было указано, что первый состав СФ на два года избирается гражданами по двухмандатным округам, а далее порядок формирования СФ необходимо было установить отдельным законом.
Выборы в СФ состоялись 12 декабря 1993 года. СФ заседал с 11 января 1994 по 15 января 1996.
Практическая деятельность выборного СФ показала, что он не всегда выполняет отведённую ему авторами Конституции роль «фильтра» принимаемых Государственной думой законов и нередко голосует за преодоление президентского вето.
Председатель — Владимир Филиппович Шумейко (избран 13 января 1994 года — постановление Совета Федерации № 9-I СФ, полномочия депутата Совета Федерации первого созыва прекратились с момента начала работы Совета Федерации нового созыва 23 января 1996 года), депутат от Калининградской области.

## Второй период формирования (январь 1996 — декабрь 2001)

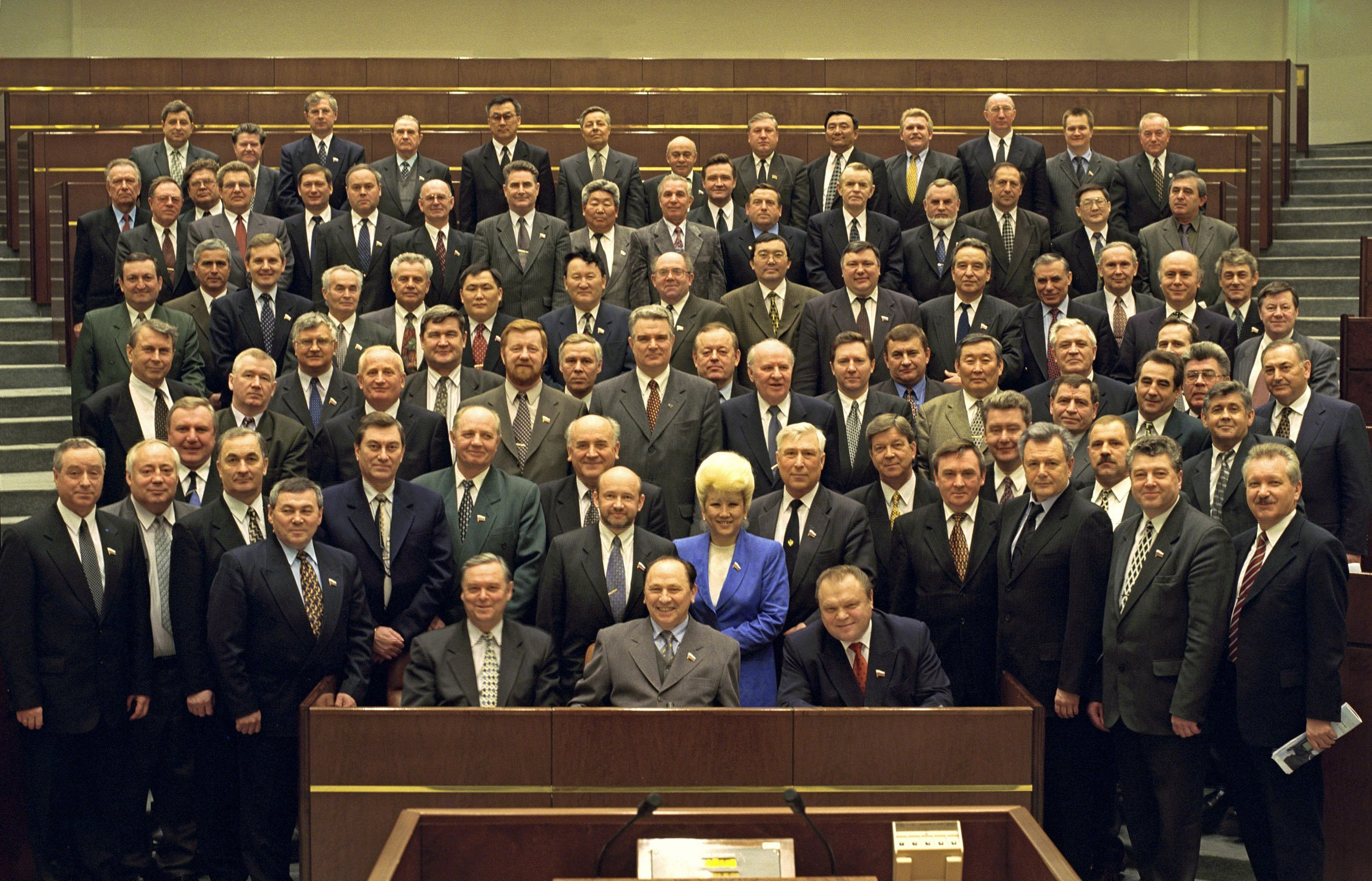
Состав Совета Федерации в 2000 году

Реформа СФ была призвана сделать его политически более близким исполнительной власти. В декабре 1995 года был принят закон, по которому губернаторы (главы региональной исполнительной власти) и председатели законодательных собраний субъектов Федерации входили в СФ по должности. При этом члены СФ работали в нём на непостоянной основе, собираясь в Москве на регулярные сессии, или участвуя в заседаниях комитетов и комиссий. Этот состав СФ был сформирован 23 января 1996 и заседал по 26 декабря 2001.
Председатель — Егор Семёнович Строев (избран 23 января 1996 года — постановление Совета Федерации № 9-СФ, освобождён от должности 5 декабря 2001 года — постановление № 358-СФ; избран почётным председателем Совета Федерации 5 декабря 2001 года — постановление № 360-СФ), глава администрации Орловской области.

## Третий период формирования (январь 2002 — декабрь 2012)
Целью следующей реформы, предложенной президентом Путиным, стала замена губернаторов и глав законодательной власти назначенными представителями, которые должны работать в СФ на постоянной и профессиональной основе (при этом одного из них назначает губернатор, а второго — законодательный орган региона).
Главы региональной исполнительной власти были, таким образом, лишены возможности самостоятельно заниматься лоббированием своих интересов в столице и участвовать в партийной и политической деятельности на федеральном уровне. В качестве своего рода «компенсации» для региональных лидеров был создан консультативный орган — Государственный Совет РФ, который периодически собирается в Москве и с участием президента рассматривает насущные вопросы жизни страны. Согласно пункту «е5» статьи 83 Конституции РФ, Государственный Совет формируется «в целях обеспечения согласованного функционирования и взаимодействия органов государственной власти, определения основных направлений внутренней и внешней политики Российской Федерации и приоритетных направлений социально-экономического развития государства».
Третий Совет Федерации был окончательно сформирован к 1 января 2002 на неограниченный срок и заседает в полностью обновлённом составе с 16 января 2002. Регламент и структура палаты переформированы 30 января 2002 года.
Председатель:
- Сергей Михайлович Миронов (избран 5 декабря 2001 года — постановление Совета Федерации № 359-СФ, освобождён от должности 29 января 2003 года — постановление № 5-СФ, избран 29 января 2003 года — постановление № 7-СФ, освобождён от должности 30 марта 2007 года — постановление № 106-СФ, избран 30 марта 2007 года — постановление № 107-СФ, отозван из Совета Федерации 18 мая 2011 года), представитель от Законодательного собрания Санкт-Петербурга.
- Валентина Ивановна Матвиенко (избрана 21 сентября 2011 года), представитель от Правительства Санкт-Петербурга.

## Четвёртый период формирования (декабрь 2012 — настоящее время)
Федеральный закон «О порядке формирования Совета Федерации Федерального собрания Российской Федерации» вступил в силу в декабре 2012 года. По нему, общие требования к кандидатам для наделения полномочиями сенатора Российской Федерации выглядят следующим образом:
- Гражданин должен быть старше 30 лет;
- Гражданин должен иметь безупречную репутацию;
- Гражданин должен постоянно проживать в Российской Федерации.

Представителем от законодательного органа региона может быть только депутат этого органа. Кандидатуры вносятся председателем, фракцией или группой депутатов. Решение принимается большинством голосов от общего числа.
Представитель от исполнительного органа региона: кандидатура заранее определена. При выборах высшего должностного лица субъекта каждый кандидат заявляет список из трёх человек, первый из которых в случае избрания кандидата будет наделён полномочиями сенатора Российской Федерации (второй в списке имеет шанс стать сенатором лишь в случае досрочного прекращения полномочий первого, третий — соответственно после второго). Решение о наделении принимается вновь избранным высшим должностным лицом субъекта Российской Федерации на следующий день после дня его вступления в должность указом (постановлением).
Возможность досрочного отзыва сенатора по инициативе губернатора или законодательного собрания региона исключена. Для досрочного прекращения полномочий сенатора Российской Федерации предусмотрены те же основания, что и для досрочного прекращения полномочий депутата Государственной думы.
Спикер Совета Федерации направляет информацию о посещении сенатором пленарных заседаний, заседаний комитетов Совета Федерации в орган государственной власти субъекта/региона России, избравшего/назначившего сенатора Российской Федерации.
Ограничения:
- имеющий гражданство иностранного государства, либо вид на жительство или иной документ, подтверждающий право на постоянное проживание гражданина Российской Федерации на территории иностранного государства;
- признанный судом недееспособным или ограниченно дееспособным;
- содержащийся в местах лишения свободы по приговору суда;
- имеющий судимость за совершение тяжких и особо тяжких преступлений.

## Требования после принятия поправок к Конституции (2020)
Сенатором Российской Федерации может быть гражданин Российской Федерации, достигший 30 лет, постоянно проживающий в Российской Федерации, не имеющий гражданства иностранного государства либо вида на жительство или иного документа, подтверждающего право на постоянное проживание гражданина Российской Федерации на территории иностранного государства. Сенаторам Российской Федерации в порядке, установленном федеральным законом, запрещается открывать и иметь счета (вклады), хранить наличные денежные средства и ценности в иностранных банках, расположенных за пределами территории Российской Федерации.
Представителями Российской Федерации в Совете Федерации, осуществляющих полномочия сенаторов Российской Федерации пожизненно, могут быть назначены граждане, имеющие выдающиеся заслуги перед страной в сфере государственной и общественной деятельности.
Представители Российской Федерации в Совете Федерации, за исключением представителей Российской Федерации, осуществляющих полномочия сенаторов Российской Федерации пожизненно, назначаются сроком на шесть лет.

## Комитеты Совета Федерации
Совет Федерации образует свои Комитеты из числа сенаторов Российской Федерации. Комитеты Совета Федерации являются постоянно действующими органами палаты. Комитеты СФ образуются с целью реализации конституционных полномочий Совета Федерации: предварительного рассмотрения законов, принятых Государственной думой, но не вступивших в силу, а также вопросов, отнесённых Конституцией Российской Федерации и федеральным законодательством к компетенции Совета Федерации (например, назначение даты выборов Президента России или утверждение Указа Президента России об использовании вооружённых сил вне пределов Российской Федерации).
Большинством голосов членов Комитета выносится решение либо рекомендовать одобрить закон, либо отклонить его (вето Совета Федерации). При любом решении о законе, положительном или отрицательном, Комитет выносит его на пленарное заседание Совета Федерации с мотивированным заключением. Сенаторы Российской Федерации могут голосовать согласно рекомендации Комитета, либо, не согласившись с коллегиальным мнением, проголосовать самостоятельно.
На данный момент с 2014 года образованы 10 Комитетов Совета Федерации:
- Комитет по конституционному законодательству и государственному строительству
- Комитет по федеративному устройству, региональной политике, местному самоуправлению и делам Севера
- Комитет Совета Федерации по обороне и безопасности
- Комитет Совета Федерации по международным делам
- Комитет Совета Федерации по бюджету и финансовым рынкам
- Комитет Совета Федерации по экономической политике
- Комитет по аграрно-продовольственной политике и природопользованию
- Комитет Совета Федерации по социальной политике
- Комитет Совета Федерации по науке, образованию и культуре
- Комитет Совета Федерации по Регламенту и организации парламентской деятельности

## Старейшие по полномочиям сенаторы Российской Федерации
- Умаханов Ильяс Магомед-Саламович — сенатор РФ от исполнительного органа власти Республики Дагестан (с 2001 года)
- Кавджарадзе Максим Геннадьевич — сенатор РФ от Липецкого областного совета депутатов (с 2001 года)
- Нарусова Людмила Борисовна — сенатор РФ от Верховного Хурала Республики Тыва (2002—2010); от исполнительной власти Брянской области (2010—2012); от исполнительной власти Республики Тыва (с 2016 года)
- Иванов Сергей Павлович — сенатор РФ от исполнительного органа власти Кировской области (2002—2004); от Законодательного собрания Кировской области (2004—2006); от Магаданской областной Думы (с 2006 года)
- Воробьёв Юрий Леонидович (заместитель Председателя Совета Федерации) — сенатор РФ от Законодательного собрания Вологодской области (с 2007 года)
- Керимов Сулейман Абусаидович — сенатор РФ от Народного собрания Республики Дагестан (с 2008 года)
- Джабаров Владимир Михайлович — сенатор РФ от Законодательного собрания Еврейской автономной области (с 2009 года).

## Аппарат Совета Федерации
Аппарат Совета Федерации осуществляет непосредственное обеспечение деятельности Совета Федерации по реализации его конституционных полномочий.
Руководители Аппарата Совета Федерации:
1. Голов Геннадий Иванович (с 2019)
2. Мартынов Сергей Александрович (2014—2019)
3. Свинарев, Владимир Валентинович (2008—2014)
4. Ткаченко Пётр Фёдорович (2001—2008)
5. Никитов Владимир Аполлонович (1994—2001)

Первый заместитель Руководителя Аппарата Совета Федерации:
1. Щербаков Лев Андреевич (с 2014)
2. Викторов, Валерьян Николаевич (1996—2014)

Заместитель Руководителя Аппарата Совета Федерации:
1. Краско Александр Сергеевич
2. Егорова Екатерина Юрьевна, начальник Правового управления (с 2008)
3. Парузин Николай Владимирович, начальник Управления международных связей
4. Семикин Виталий Викторович, начальник Управления делами
5. Безруков Андрей Анатольевич

Управления Аппарата:
1. Начальник Правового управления — Егорова Екатерина Юрьевна
2. Начальник Аналитического управления — Петров Андрей Евгеньевич
3. Начальник Управления организационного обеспечения — Мыларщиков Григорий Геннадьевич
4. Начальник Управления делами — Семикин Виталий Викторович
5. Начальник Управления информационных технологий и документооборота — Попов Валерий Валериевич
6. Начальник Управления государственной службы и кадров — Корчак Александр Борисович
7. Начальник Управления международных связей — Парузин Николай Владимирович
8. Начальник Управления информации и взаимодействия со СМИ (Пресс-служба Совета Федерации) — пресс-секретарь Председателя Совета Федерации Пономаренко Владислав Валерьевич
9. Начальник Финансово-экономического управления — Хапалова Ксения Владимировна
10. Начальник отдела по осуществлению внутреннего финансового аудита Аппарата Совета Федерации — Юргенс Альберт Арвидович

## Комиссия Совета Федерации по защите государственного суверенитета и предотвращению вмешательства во внутренние дела Российской Федерации
Временная комиссия Совета Федерации по защите государственного суверенитета и предотвращению вмешательства во внутренние дела Российской Федерации — комиссия, созданная по решению 414-го заседания Совета Федерации Федерального Собрания РФ с целью защиты государственного суверенитета России и предотвращения вмешательства во внутренние дела Российской Федерации.
1 февраля 2023 г. на основании постановления Совета Федерации Временная комиссия была преобразована — Комиссия Совета Федерации по защите государственного суверенитета и предотвращению вмешательства во внутренние дела Российской Федерации.

### Предыстория возникновения
Предпосылки появления комиссии наметились ещё в апреле 2017 года, во время проведения 136-й Ассамблеи Межпарламентского Союза в Дакке. По итогам работы Ассамблеи по инициативе российской делегации была принята резолюция о роли парламентов в соблюдении принципа невмешательства во внутренние дела суверенных государств. Тезисом данной резолюции стала констатация недопустимости насильственной смены законных правительств государств под предлогами т. н. «гуманитарных интервенций».
7 июня 2017 года в Совете Федерации прошли парламентские слушания на тему «Предотвращение вмешательства во внутренние дела Российской Федерации: законодательство и правоприменительная практика», организованные Комитетом Совета Федерации по международным делам и Комитетом по конституционному законодательству и государственному строительству. По итогам дискуссий подготовлены рекомендации. 14 июня 2017 года, на 414-м заседании Совет Федерации принял Постановление «О создании Временной комиссии Совета Федерации по защите государственного суверенитета и предотвращению вмешательства во внутренние дела Российской Федерации».
Также, по сообщениям СМИ, идея создания комиссии возникла в связи с санкционной политикой западных государств в отношении России из-за заявлений о вмешательстве России во внутренние дела других государств.

### Состав Временной комиссии
В состав Временной комиссии входили следующие сенаторы Российской Федерации:
- Климов Андрей Аркадьевич[19] — председатель Временной комиссии.
- Абрамов Иван Николаевич
- Афанасьева Елена Владимировна
- Башкин Александр Давыдович
- Вайнберг Александр Владеленович
- Глебова Любовь Николаевна
- Джабаров Владимир Михайлович
- Исаков Эдуард Владимирович
- Ковитиди Ольга Фёдоровна
- Павлова Маргарита Николаевна
- Полетаев Владимир Владимирович

При Временной комиссии был образован экспертный совет.
После преобразования, в состав Комиссии входят следующие сенаторы Российской Федерации:
- Климов Андрей Аркадьевич (председатель Комиссии)
- Афанасьева Елена Владимировна
- Башкин Александр Давыдович
- Белоусов Михаил Владимирович
- Вайнберг Александр Владеленович
- Глебова Любовь Николаевна
- Джабаров Владимир Михайлович
- Исаков Эдуард Владимирович
- Ковитиди Ольга Фёдоровна
- Павлова Маргарита Николаевна
- Полетаев Владимир Владимирович
- Шевченко Андрей Анатольевич
- Широков Анатолий Иванович

### Рабочие группы
В составе Комиссии создан ряд рабочих групп:
- Рабочая группа по защите государственного суверенитета на территории Российской Федерации — Ковитиди Ольга Федоровна
- Рабочая группа по мониторингу внешней деятельности, направленной на вмешательство во внутренние дела России — Глебова Любовь Николаевна, Исаков Эдуард Владимирович
- Рабочая группа по подготовке предложений по совершенствованию законодательства России в сфере защиты государственного суверенитета и предотвращения вмешательства во внутренние дела — Полетаев Владимир Владимирович
- Рабочая группа по мониторингу попыток вмешательства в период проведения избирательных кампаний — Джабаров Владимир Михайлович

### Основные задачи
К основным задачам Комиссии относятся:
- сбор, анализ и обобщение информации о состоянии законодательства Российской Федерации и правоприменительной практики в сфере защиты государственного суверенитета и предотвращения вмешательства во внутренние дела Российской Федерации;
- подготовку предложений по совершенствованию законодательства Российской Федерации в сфере защиты государственного суверенитета и предотвращения вмешательства во внутренние дела Российской Федерации;
- мониторинг деятельности иностранных государств, межгосударственных объединений и международных организаций, направленной на осуществление вмешательства в политическую, экономическую, культурную, гуманитарную сферы деятельности в Российской Федерации;
- мониторинг состояния международного права в области предотвращения вмешательства во внутренние дела государств, подготовку предложений по его совершенствованию.

### Заседания
Первое заседание Временной комиссии по защите государственного суверенитета и предотвращению вмешательства во внутренние дела прошло 27 июня 2017 года.

## Официальные СМИ Совета Федерации
Совет Федерации является учредителем парламентских СМИ:
1. Телеканал Совета Федерации «Вместе-РФ»;
2. Сетевое издание «СенатИнформ»
3. «Парламентская газета» (вместе с Государственной думой);
4. Журнал «Российская Федерация сегодня».
5. «Парламентский фотоархив» — распространяет бесплатно фотографии с мероприятий Совета Федерации для использования в СМИ и других продуктах.
6. У Совета Федерации есть канал на платформе YouTube[22],где транслируются заседания палаты, заседания комитетов и информация для прессы. В середине октября 2022 года Google заблокировал каналы Совета Федерации на YouTube. Блокировка аккаунтов произведена без возможности восстановления контента. Google выступает за политику санкций и ограничения экспорта из России после событий на Украине[23][24]. Весь контент был перенесен на платформу ВКонтакте.
7. Телеграм-канал;
8. Канал на платформе Дзен;
9. Канал на российской платформе RUTUBE;
10. Группа в «ВКонтакте» и «Одноклассниках».

## Нумизматика и филателия
16 ноября 2018 года Банк России выпустил в обращение памятную серебряную монету номиналом 3 рубля «Совет Федерации Федерального Собрания Российской Федерации» в ознаменование 25-летия Совета Федерации.
3 марта 2021 году была выпущена почтовая марка, посвящённая 500-му пленарному заседанию Совета Федерации Федерального Собрания Российской Федерации.

5 сентября 2023 года Банком России была выпущена памятная монета номиналом 3 рубля «30-летие Совета Федерации Федерального Собрания Российской Федерации».

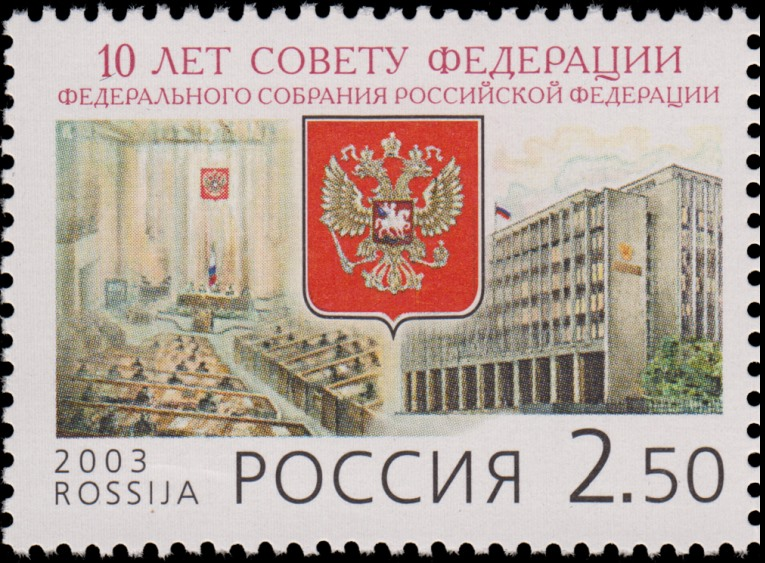
Почтовая марка 2003 год. 10 лет Совету Федерации
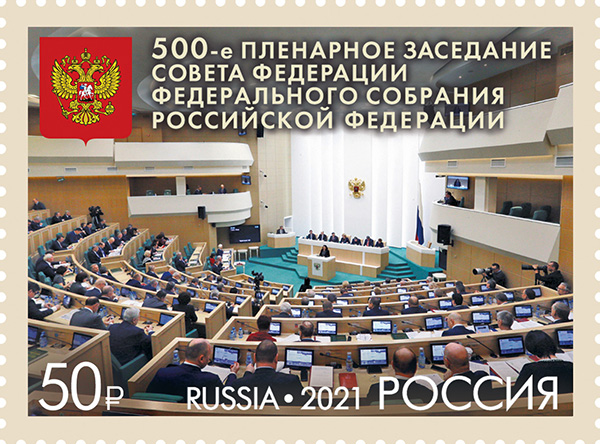
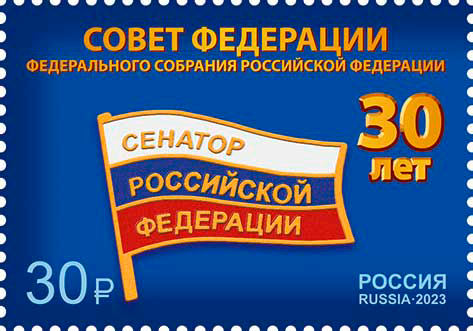
Почтовая марка, 2023 год. 30 лет Федеральному Собранию Российской Федерации 30 лет Совету Федерации Федерального Собрания Российской Федерации
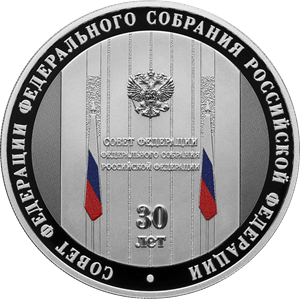

## Санкции
30 сентября 2022 года, на фоне вторжения России на Украину, 170 сенаторов и Совет Федерации как учреждение внесены в санкционный список США из-за аннексии украинских регионов так как «Совет Федерации России единогласно проголосовал за одобрение просьбы Путина ввести войска в Украину, что стало неоправданным поводом для полномасштабного вторжения России в Украину». 24 февраля 2023 года Совет Федерации внесён в санкционный список Канады как учреждение «причастное к продолжающемуся нарушению Россией суверенитета и территориальной целостности Украины».

### Комментарии
1. ↑  Данная конституционная норма пока ещё не применялась на практике. На 25 июля 2025 года (595 заседание Совета Федерации) в состав палаты входят 176 сенаторов РФ (173 из них состоят в Комитетах Совета Федерации, и 3 сенатора ― Матвиенко В. И., Воробьёв Ю.Л. и Яцкин А. В. ― не входят  ни в один из Комитетов). Представители от Президента РФ и пожизненные сенаторы Совета Федерации РФ на данный момент отсутствуют.
2. ↑  На данный момент эта конституционная норма уже не находит своего применения на практике. В системе законодательной власти Российской Федерации все федеральные законы по негласному правилу обязаны пройти стадию обсуждения и утверждения (либо отклонения) в Совете Федерации РФ